# Austrosaginae
Austrosaginae es una subfamilia de insectos ortópteros de la familia Tettigoniidae. Es originario de Oceanía.

## Géneros
Incluye los siguientes géneros:
- Austrosaga Rentz, 1993
- Hemisaga Saussure, 1888
- Pachysaga Brunner von Wattenwyl, 1893
- Psacadonotus Redtenbacher, 1891
- Sciarasaga Rentz, 1993